# 10055 Silcher
A 10055 Silcher (ideiglenes jelöléssel 1987 YC1) a Naprendszer kisbolygóövében található aszteroida. Freimut Börngen fedezte fel 1987. december 22-én.